# Kerkhof van Vandières (Marne)
Het Kerkhof van Vandières (Marne) is een gemeentelijke begraafplaats in het Franse dorp Vandières (departement Marne). Het kerkhof ligt in het centrum van het dorp rond de Église Saint-Martin en is ommuurd.  

## Militaire graven

### Franse graven

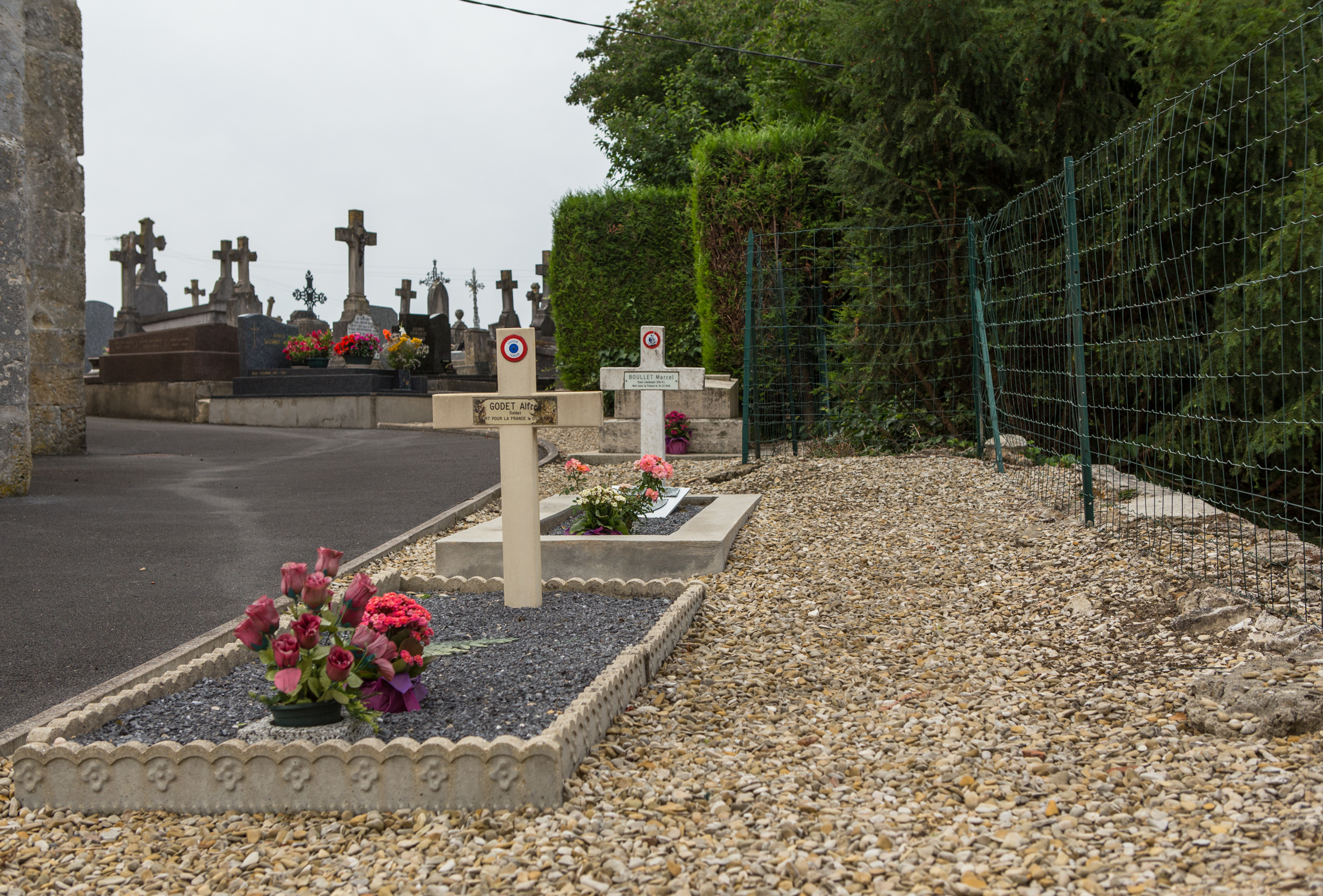
Twee Franse graven

Er liggen 8 graven van Franse gesneuvelden uit de Eerste Wereldoorlog en 1 uit de Tweede Wereldoorlog. Het zijn deze van Marcel Boullet, Ernest Buisson, Jean Elie Muret, Boulnoy Jules, Berat Pierre, Armand Gabriël, Le Couteulx de Caumont Robert, Norget Édouard en Alfred Godet. Zij liggen verspreid tussen de civiele graven.

### Britse graven
Er liggen 3 Britse militaire graven uit de Eerste Wereldoorlog. Zij waren leden van het Army Cyclist Corps en sneuvelden in juni 1918. Twee van hen worden herdacht met Special Memorials omdat men hun graven niet meer kon lokaliseren. De graven worden onderhouden door de Commonwealth War Graves Commission en zijn daar geregistreerd onder Vandieres (or Vandieres-sous-Chatillon) Churchyard.